# Nikolaus Oster
Nikolaus Oster (fl. XVIII secolo) è stato un presbitero francese.

## Biografia
Nel periodo che va dal 1617 al 1781, i cattolici erano ufficialmente banditi dalla Svezia. Tuttavia, le ambasciate di diversi paesi cattolici avevano cappellani che servivano solo il personale della rappresentanza diplomatica. In pratica, tuttavia, avevano formato delle parrocchie segrete a Stoccolma frequentate, oltre che dagli immigrati cattolici e dai loro discendenti, da singoli convertiti segretamente che potevano andare a messa.
La Santa Sede aveva a sua volta nominato dei prefetti per la missione in Svezia dipendenti dall'arcidiocesi di Paderborn.
La situazione cambiò durante il regno di re Gustavo III che, come sostenitore dell'assolutismo illuminato, nel 1781 dichiarò la libertà religiosa.
Padre Oster, che guidava come missionario la prefettura apostolica di Svezia dal 1781, il 30 settembre 1783 venne nominato da papa Pio VI vicario apostolico di Svezia senza dignità episcopale. Il compito di padre Oster era quello di organizzare la struttura della Chiesa cattolica in Svezia, la cui rappresentazione locale difficilmente era sopravvissuta alla Riforma protestante.
Arrivò a Stoccolma nel 1783 e riuscì a organizzare circa 1700 cattolici, un numero di fedeli maggiore di quanti se ne registreranno per diversi anni nel XX secolo. La maggior parte di essi erano stranieri lì residenti. Gli incontri e le prime messe si svolgevano in una delle stanze in affitto del municipio, dove attualmente sorge il Museo municipale. Da lì la congregazione si trasferì in una chiesa nel nord di Smedjegatan, conosciuta anche come cappella di Santa Eugenia. Questo luogo di culto era dedicato a Santa Eugenia d'Alsazia, seconda badessa dell'abbazia di Hohenbourg in Alsazia.
Padre Oster cadde tuttavia in disgrazia agli occhi di re Gustavo III, dopo aver accolto nella sua congregazione una donna protestante, cosa severamente vietata dalla legge. Nel 1785 censì tutti i cattolici del regno e ne trovò 135 nella Svezia occidentale e 277 nella Scania.
Tre anni dopo intraprese un viaggio in Francia per raccogliere denaro per le attività della Chiesa cattolica in Svezia. L'obiettivo era principalmente quello di creare una parrocchia a Göteborg e una a Landskrona per i cattolici appena trovati lì. In relazione a ciò, padre Oster chiese alla Santa Sede il permesso di prolungare la sua permanenza in Francia. Ricevette una risposta negativa e nel 1790 venne sollevato dall'incarico di vicario apostolico.